# Feliks Bąbol
Feliks Bąbol (ur. 17 listopada 1914, zm. 9 stycznia 1986) – dziennikarz, członek Stowarzyszenia Dziennikarzy PRL, redaktor.

## Życiorys
W marcu 1939 Bąbol został zmobilizowany do wojska. We wrześniu 1939 uczestniczył w kampanii wrześniowej 10 Pułku 26 Dywizji Piechoty. 17 września 1939 dostał się do niewoli niemieckiej. Następnie przebywał w obozach jenieckich w Hansdorfie, Prenzlau i Neubrandenburgu. W listopadzie 1940 został zwolniony z ostatniego, ze względu na stan zdrowia. Powrócił w tym samym roku do Łodzi, gdzie został głównym księgowym w niemieckiej firmie handlowej. W styczniu 1945 zgłosił na ręce pełnomocnika rządu na miasto Łódź – Ignacego Logi-Sowińskiego gotowość do uczestnictwa w procesie tworzenia łódzkiej prasy. Był współtwórcą pierwszej polskiej, powojennej gazety w Łodzi „Wolnej Łodzi”, ukazującej się od w okresie 24–31 stycznia 1945. Następnie pracował w „Dzienniku Łódzkim” i współpracował w wydawanej wówczas w Łodzi „Rzeczpospolitej”.
Od powstania Łódzkiej Rozgłośni Polskiego Radia, podjął z nią współpracę jako spiker, m.in. wraz z Jadwigą Cedrowską i Zdzisławem Suwalskim. W okresie od maja do grudnia 1945 był cenzorem w Wojewódzkim Urzędzie Kontroli Prasy, Publikacji i Widowisk w Łodzi oraz współpracował z czasopismami: „Tygodnikiem Demokratycznym”, „Kuźnicą” i „Muchą”. W styczniu 1946 rozpoczął współpracę z „Expressem Ilustrowanym”, w tym samym roku zrezygnował z pracy i reaktywował przedwojenne „Echo Wieczorne”, którego był redaktorem, do końca wydawania gazety w maju 1947. Następnie ponownie podjął współpracę z Polskim Radiem – przygotowywał program „mikrofonem przez miasta i wsie”. W 1949 podjął pracę w dziale reportażu krajowego „Życia Warszawy”. W związku z problemem uzyskania mieszkania w Warszawie w 1951 zamieszkał ponownie w Łodzi, gdzie powrócił do pracy w „Expressie Ilustrowanym”, następnie po jego połączeniu z „Dziennikiem Łódzkim” został kierownikiem działu ekonomicznego utworzonego „Łódzkiego Expressu Ilustrowanego” (1953–1956). Do 1959 współpracował z „Dziennikiem…”, a następnie z „Expressem…”, gdzie objął stanowisko kierownika działu miejskiego i ekonomicznego, a następnie sekretarza redakcji. W okresie od 1967 do 1975 był kierownikiem Łódzkiego Oddziału Polskiej Agencji Prasowej. Należał do Stowarzyszenia Dziennikarzy PRL.
Pochowany został w części rzymskokatolickiej Starego Cmentarza w Łodzi (kw. 9, rz. 1. gr. 18).

## Odznaczenia
- Krzyż Kawalerski Orderu Odrodzenia Polski,
- Honorowa Odznaka Miasta Łodzi,
- Medal 40-lecia Polski Ludowej,
- Odznaka 1000-lecia Państwa Polskiego[2].
- Medal 10-lecia Polski Ludowej[5].

## Nagrody
- Nagroda Miasta Łodzi (1984) – za całokształt pracy zawodowej i społecznej w dziedzinie dziennikarstwa[6].

## Publikacje
- „Łódź, która odeszła” (Łódź, 1973)[2][7]